# Ian Gillan & Tony Iommi: WhoCares
Quando o projeto "WhoCares" foi anunciado, o mundo do rock foi positivamente surpreendido, pois além de unir duas das figuras mais importantes da história, Tony Iommi (Black Sabbath) e Ian Gillan (Deep Purple), ainda contou com Jon Lord (tecladista), Jason Newsted (baixista), Nicko McBrain (baterista) e Mikko  Lindström (guitarrista do HIM). E com essa formação, em 2011, eles lançaram o single "Out of My Mind/Holly Water", cujo lucro foi revertido em ações sociais.

História
Lançado em 2012, o projeto WhoCares formado pelos músicos Ian Gillan (Deep Purple, Black Sabbath, Ian Gillan Band) e Tony Iommi (Black Sabbath, Jethro Tull, Iommi), conta com músicas do Black Sabbath e Deep Purple, além de músicas da carreira solo de ambos os músicos e também faixas inéditas.
O projeto foi criado por Tony Iommi após uma visita do músico à Armênia em Outubro de 2009, com a ideia de arrecadar fundos para a reconstrução de uma escola de música local armena. Os músicos conheciam as dificuldades do povo armeno, principalmente após o terremoto de 1988.

Integrantes
“WhoCares”, de Tony Iommi (Black Sabbath e Heaven & Hell) e Ian Gillan (Deep Purple e Black Sabbath), contou com as participações dos músicos e amigos:
- Jason Newsted (Metallica, Voivod, Flotsam and Jetsam) – Baixo
- Nicko McBrain (Iron Maiden) – Bateria
- Jon Lord (Deep Purple) – Teclado
- Mikko “Linde” Lindström (HIM) – Guitarra

Faixas dos CDs:
Disco 1
1. Out Of My Mind - Who Cares, com a participação de Jon Lord (Deep Purple), Jason Newsted (Metallica), Mikko “Linde” Lindström (Him) e Nicko McBrain (Iron Maiden)
2. Zero the Hero - Black Sababath
3. Trashed - Ian Gillan com participação de Tony Iommi, Ian Paice e Roger Glover
4. Get Away - M. Rakintzis com participação de Ian Gillan (primeira realização em álbum de Ian Gillan, sendo realizado anteriormente na Grécia)
5. Slip Away - Tony Iommi com participação de Glen Hughes (primeira vez em CD)
6. Don't Hold Me Back - Ian Gillan
7. Thinks Its A Crime - Ian Gillan (lado B do single em vinil, primeira vez em CD)
8. Easy Come, Easy Go - Ian Gillan e Repo Depo
9. Smoke on the Water - Deep Purple com participação de Ronnie James Dio (ao vivo com a Royal Philharmonic Orchestra)

Disco 2:
1. Holy Water - Who Cares
2. Anno Mundi - Black Sabbath
3. Let it Down Easy - Tony Iommi com participação de Glen Hughes (primeira vez em CD)
4. Hole in My Vest - Ian Gillan (lado B do single em vinil de 7 polegadas, primeira vez em CD)
5. Can’t Believe You Wanna Leave me - Gillan & Glover com participação de Dr.John
6. Can I Get A Witness - Ian Gillan & The Javelins
7. No Laughing in Heaven - Garth Rockett & The Moonshiners aka IG (raridade)
8. When A Blind Man Cries - Ian Gillan (inédita, ao vivo na Absolute Radio)
9. Dick Pimple - Deep Purple (previamente nunca gravada em estúdio)